# 佐々木光
佐々木 光（ささき ひかり、1967年10月4日 - ）は、静岡県沼津市出身の女子柔道選手。一時期に「山田」姓でも活動。柔道七段。
1988年、ソウルオリンピックで公開競技として行われた女子柔道66kg以下級で金メダルを獲得。
7階級の中で唯一の日本人選手優勝であり、五輪における初の日本人女子柔道選手金メダルであったが、公開競技であったため公式記録としては残されていない。
五輪女子柔道は次回のバルセロナ大会から正式種目となったものの、日本人初の五輪女子柔道金メダリストの誕生はソウルから数えて8年後のアトランタ大会における61kg級の惠本裕子となっている。

## 経歴
- 1980年 - 沼津市立愛鷹中学校入学。陸上部に所属。友愛道場入門。山道を毎日走り込み、「愛鷹山の金太郎」の異名を取る。
- 1983年 - 市立沼津高で柔道部に入部。1985年、全日本女子体重別選手権72kg級で優勝。
- 1986年 - 筑波大学に入ると山口香・藤本涼子と合わせて「筑波三人娘」と呼ばれ、黎明期の日本女子柔道界を牽引する存在となる。
- 1987年 - 西ドイツ・エッセンで行われた世界選手権で銅メダルを獲得。
この世界選手権66kg級では4年前の1984年、後に女子プロレスラーとなった神取しのぶが、やはり銅メダルを獲得している。
- 1988年 - ソウル五輪の公開競技・女子柔道66kg級で金メダル獲得。
- 1989年 - ユーゴスラビア・ベオグラードで行われた世界選手権で銀メダルを獲得。
- 1995年 - 結婚して山田姓となり秋田県に移り住む。学校教員として後進の指導にあたる。その後、佐々木姓に戻る[2]。
- 2004年 - 別府大学短期大学部に勤務。
- 2008年 - フランス、カンペール市在住。柔道の指導にあたる。

## 戦績
| 1985年 | 全日本女子体重別選手権       | 72kg級 | 優勝   |
| 1986年 | アジア選手権                 | 66kg級 | 優勝   |
| 1986年 | 全日本女子選手権             | 66kg級 | 3位    |
| 1986年 | 世界選手権（オランダ）       | 66kg級 | 出場   |
| 1987年 | 全日本女子選手権             | 66kg級 | 3位    |
| 1987年 | 全日本女子体重別選手権       | 66kg級 | 優勝   |
| 1987年 | 世界選手権（西ドイツ）       | 66kg級 | 3位    |
| 1988年 | 全日本女子選手権             | 66kg級 | 準優勝 |
| 1988年 | オリンピック（韓国）         | 66kg級 | 優勝   |
| 1988年 | 福岡国際大会                 | 66kg級 | 優勝   |
| 1989年 | 全日本女子選手権             | 66kg級 | 3位    |
| 1989年 | 世界選手権（ユーゴスラビア） | 66kg級 | 準優勝 |
| 1990年 | 福岡国際大会                 | 66kg級 | 優勝   |
| 1990年 | 全日本女子体重別選手権       | 66kg級 | 優勝   |